# چاه بید کوچک
چاه بید کوچک، روستایی از توابع بخش فاریاب شهرستان کهنوج در استان کرمان ایران است.

## جمعیت
این روستا در دهستان کلاشگرد قرار دارد و براساس سرشماری مرکز آمار ایران در سال ۱۳۸۵، جمعیت آن ۲۳ نفر (۴خانوار) بوده‌است.